# Garcia Hernandez
Garcia Hernandez è una municipalità di quinta classe delle Filippine, situata nella Provincia di Bohol, nella Regione del Visayas Centrale.
Garcia Hernandez è formata da 30 baranggay:
- Abijilan
- Antipolo
- Basiao
- Cagwang
- Calma
- Cambuyo
- Canayaon East
- Canayaon West
- Candanas
- Candulao
- Catmon
- Cayam
- Cupa
- Datag
- Estaca

- Libertad
- Lungsodaan East
- Lungsodaan West
- Malinao
- Manaba
- Pasong
- Poblacion East
- Poblacion West
- Sacaon
- Sampong
- Tabuan
- Togbongon
- Ulbujan East
- Ulbujan West
- Victoria